# Bicicleta tandem

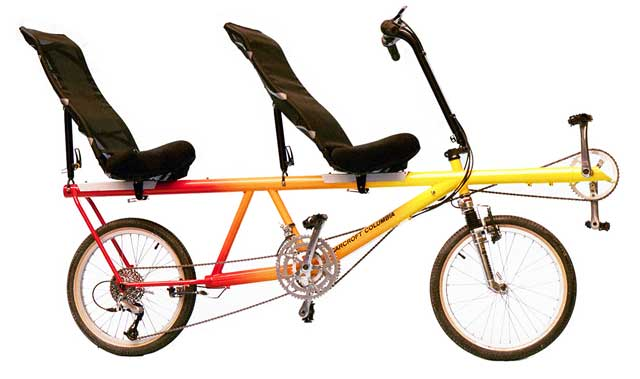

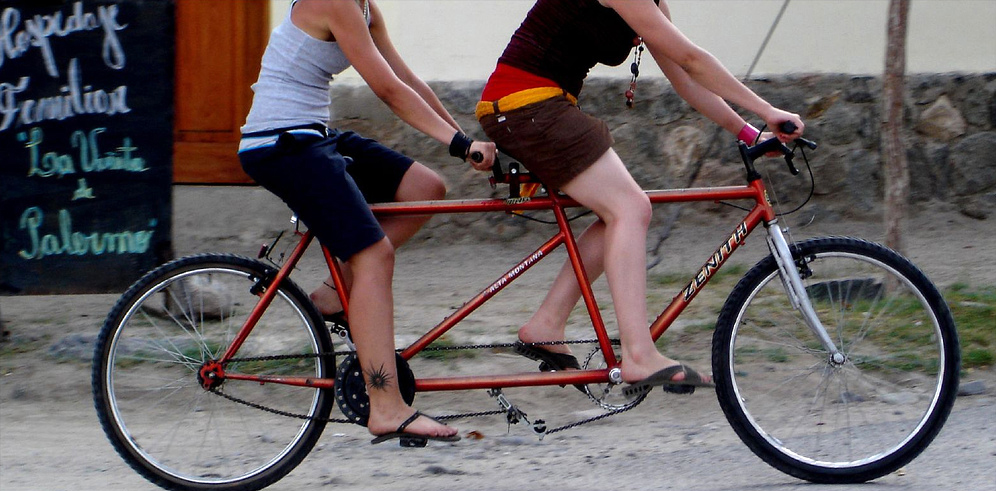
Bicicleta tandem usada por duas pessoas.

Uma Bicicleta Tandem é um veículo parecido com uma bicicleta, mas que é operado por mais de uma pessoa. 
Originalmente eram construídos soldando os quadros de duas bicicletas. Actualmente melhoraram-se todos os componentes e são construídos tandens tanto de estrada como de montanha.
Como uma Tandem tem que suportar mais peso do que uma bicicleta normal, os seus componentes são mais robustos. Quando bem montada, permite alcançar maiores velocidades em descidas e subidas, em curtas e longas distâncias. Em trilhas fechadas, torna-se complicada a direção agressiva, necessária nas montanhas.